# Steve Dugardein
Steve Dugardein, né le 28 janvier 1974 à Mouscron en Belgique, est un footballeur international aspirant et entraîneur belge, qui joue au poste de milieu de terrain et est aujourd'hui retraité.

## Biographie
Il évolue à l'Excelsior de Mouscron depuis tout petit, et a gravi petit à petit les échelons au club. Il commence sa carrière professionnelle en 1996 et reste chez les Hurlus jusqu'en 2004. Il devient au passage le capitaine emblématique de l'équipe première en 2003.
Il est transféré en France, au SM Caen, où il joue une vingtaine de matchs dont une finale de Coupe de la ligue perdue 2-1 contre le RC Strasbourg le 30 avril 2005. La rétrogradation du club normand entraine le retour du Belge dans son club d'origine, qu'il fréquente à nouveau de 2005 à 2008. En fin de contrat, il décide de tenter un nouveau challenge.
Durant l'été 2008, il rejoint la deuxième division belge et l'Oud-Heverlee Louvain.
Le 31 janvier 2009, il décide de mettre fin à sa carrière de footballeur professionnel après avoir joué 360 matchs au plus haut niveau.
En juin 2015, il entame une carrière d'entraîneur et devient T1 de l'équipe première de l'AC Estaimbourg, évoluant en Provinciale 2A (Hainaut). Après seulement 9 rencontres de championnat, et un bilan de 3 victoires, 2 nuls et 4 défaites, il remet sa démission afin de répondre aux sirènes du RFC Tournai, évoluant en Promotion B. En octobre 2015, aux côtés de Jimmy Hempte, il endosse le rôle de T1 bis du club alors lanterne rouge. Dugardein annonce en mars 2016 à ses dirigeants qu'il quitte le club à la fin de la saison et il s'engage ensuite auprès du RFC Luingnois qui évolue alors en Provinciale 2B (Flandre occidentale).
Il reste deux ans à Luingne et y connaît la relégation en Provinciale 3C (Flandre occidentale) avant de s'exiler au RDS, à nouveau en Provinciale 2B (Flandre occidentale), qu'il entraîne la durée de deux saisons avant de définitivement raccrocher les crampons après 40 ans dédiés au ballon rond. Après deux ans de pause, Dugardein revient au club en 2022 pour s'occuper des jeunes.

## Statistiques

### Statistiques de joueur

#### En club
| Saison                | Club                  | Championnat           | Championnat | Championnat | Coupe nationale | Coupe nationale | Coupe de la Ligue | Coupe de la Ligue | Supercoupe | Supercoupe | Compétition(s) continentale(s) | Compétition(s) continentale(s) | Compétition(s) continentale(s) | Autres compétitions | Autres compétitions | Autres compétitions | Total | Total |
| Saison                | Club                  | Division              | M.          | B.          | M.              | B.              | M.                | B.                | M.         | B.         | Comp.                          | M.                             | B.                             | Comp.               | M.                  | B.                  | M.    | B.    |
| 1991-1992             | RE Mouscron           | Division 2            | 14          | 0           | 1               | 0               | -                 | -                 | -          | -          | -                              | -                              | -                              | -                   | -                   | -                   | 15    | 0     |
| 1992-1993             | RE Mouscron           | Division 2            | 29          | 0           | 4               | 1               | -                 | -                 | -          | -          | -                              | -                              | -                              | -                   | -                   | -                   | 33    | 1     |
| 1993-1994             | RE Mouscron           | Division 2            | 27          | 2           | 3               | 0               | -                 | -                 | -          | -          | -                              | -                              | -                              | TF                  | 6                   | 0                   | 36    | 2     |
| 1994-1995             | RE Mouscron           | Division 2            | 18          | 1           | 3               | 0               | -                 | -                 | -          | -          | -                              | -                              | -                              | TF                  | -                   | -                   | 21    | 1     |
| 1995-1996             | RE Mouscron           | Division 2            | 31          | 4           | 3               | 3               | -                 | -                 | -          | -          | -                              | -                              | -                              | TF                  | 2                   | 0                   | 36    | 7     |
| 1996-1997             | RE Mouscron           | Division 1            | 31          | 3           | 1               | 0               | -                 | -                 | -          | -          | -                              | -                              | -                              | -                   | -                   | -                   | 32    | 3     |
| 1997-1998             | RE Mouscron           | Division 1            | 28          | 0           | 4               | 0               | -                 | -                 | -          | -          | C3                             | 2                              | 0                              | -                   | -                   | -                   | 34    | 0     |
| 1998-1999             | RE Mouscron           | Division 1            | 33          | 2           | 2               | 0               | 1                 | 0                 | -          | -          | -                              | -                              | -                              | -                   | -                   | -                   | 36    | 2     |
| 1999-2000             | RE Mouscron           | Division 1            | 32          | 4           | 2               | 0               | 5                 | 0                 | -          | -          | -                              | -                              | -                              | -                   | -                   | -                   | 39    | 4     |
| 2000-2001             | RE Mouscron           | Division 1            | 33          | 1           | 1               | 0               | -                 | -                 | -          | -          | -                              | -                              | -                              | -                   | -                   | -                   | 34    | 1     |
| 2001-2002             | RE Mouscron           | Division 1            | 30          | 5           | 6               | 0               | -                 | -                 | -          | -          | -                              | -                              | -                              | -                   | -                   | -                   | 36    | 5     |
| 2002-2003             | RE Mouscron           | Division 1            | 30          | 6           | 2               | 0               | -                 | -                 | -          | -          | C3                             | 4                              | 1                              | -                   | -                   | -                   | 36    | 7     |
| 2003-2004             | RE Mouscron           | Division 1            | 33          | 5           | 5               | 1               | -                 | -                 | -          | -          | -                              | -                              | -                              | -                   | -                   | -                   | 38    | 6     |
| 2005-2006             | RE Mouscron           | Division 1            | 30          | 1           | 7               | 0               | -                 | -                 | -          | -          | -                              | -                              | -                              | -                   | -                   | -                   | 37    | 1     |
| 2006-2007             | RE Mouscron           | Division 1            | 33          | 3           | 2               | 0               | -                 | -                 | -          | -          | -                              | -                              | -                              | -                   | -                   | -                   | 35    | 3     |
| 2007-2008             | RE Mouscron           | Division 1            | 26          | 0           | 1               | 0               | -                 | -                 | -          | -          | -                              | -                              | -                              | -                   | -                   | -                   | 27    | 0     |
| Sous-total            | Sous-total            | Sous-total            | 458         | 37          | 47              | 5               | 6                 | 0                 | -          | -          | -                              | 6                              | 1                              | -                   | 8                   | 0                   | 525   | 43    |
| 2004-2005             | SM Caen               | Ligue 1               | 20          | 0           | 2               | 0               | 4                 | 0                 | -          | -          | -                              | -                              | -                              | -                   | -                   | -                   | 26    | 0     |
| 2008-2009             | OH Louvain            | Division 2            | 14          | 0           | 3               | 0               | -                 | -                 | -          | -          | -                              | -                              | -                              | -                   | -                   | -                   | 17    | 0     |
| Total sur la carrière | Total sur la carrière | Total sur la carrière | 492         | 37          | 52              | 5               | 10                | 0                 | -          | -          | -                              | 6                              | 1                              | -                   | 8                   | 0                   | 568   | 43    |

#### En sélections nationales
| Saison                | Sélection             | Phases finales        | Phases finales | Phases finales | Phases finales | Éliminatoires CDM | Éliminatoires CDM | Éliminatoires CDM | Éliminatoires EURO | Éliminatoires EURO | Éliminatoires EURO | Matchs amicaux | Matchs amicaux | Matchs amicaux | Total | Total | Total |
| Saison                | Sélection             | Compétition           | M              | B              | Pd             | M                 | B                 | Pd                | M                  | B                  | Pd                 | M              | B              | Pd             | M     | B     | Pd    |
| --------------------- | --------------------- | --------------------- | -------------- | -------------- | -------------- | ----------------- | ----------------- | ----------------- | ------------------ | ------------------ | ------------------ | -------------- | -------------- | -------------- | ----- | ----- | ----- |
| 1998-1999             | Belgique aspirants    | -                     | -              | -              | -              | -                 | -                 | -                 | -                  | -                  | -                  | 1              | 0              | 0              | 1     | 0     | 0     |
| Total sur la carrière | Total sur la carrière | Total sur la carrière | -              | -              | -              | -                 | -                 | -                 | -                  | -                  | -                  | 1              | 0              | 0              | 1     | 0     | 0     |

#### Matchs internationaux
| Matchs aspirants de Steve Dugardein | Matchs aspirants de Steve Dugardein | Matchs aspirants de Steve Dugardein | Matchs aspirants de Steve Dugardein | Matchs aspirants de Steve Dugardein | Matchs aspirants de Steve Dugardein | Matchs aspirants de Steve Dugardein | Matchs aspirants de Steve Dugardein                              |
| #                                   | Date                                | Lieu                                | Adversaire                          | Résultat                            | Compétition                         | Club                                | Notes                                                            |
| ----------------------------------- | ----------------------------------- | ----------------------------------- | ----------------------------------- | ----------------------------------- | ----------------------------------- | ----------------------------------- | ---------------------------------------------------------------- |
| 1                                   | 10 février 1999                     | Stade Jean-Bouin, Angers, France    | France A'                           | D 1 - 2                             | Match amical                        | RE Mouscron                         | Titulaire, remplacé par Dimitri De Condé à la 70e minute de jeu. |

### Statistiques d'entraîneur
| Saison                | Club                  | Championnat           | Championnat | Championnat | Championnat | Championnat | Coupe(s) nationale(s) | Coupe(s) nationale(s) | Coupe(s) nationale(s) | Coupe(s) nationale(s) | Total | Total | Total | Total | % Victoires |
| Saison                | Club                  | Division              | M           | V           | N           | D           | M                     | V                     | N                     | D                     | M     | V     | N     | D     | % Victoires |
| --------------------- | --------------------- | --------------------- | ----------- | ----------- | ----------- | ----------- | --------------------- | --------------------- | --------------------- | --------------------- | ----- | ----- | ----- | ----- | ----------- |
| 2015-2016             | AC Estaimbourg        | Séries provinciales   | 9           | 3           | 2           | 4           | -                     | -                     | -                     | -                     | 9     | 3     | 2     | 4     | 33%         |
| Sous-total            | Sous-total            | Sous-total            | 9           | 3           | 2           | 4           | -                     | -                     | -                     | -                     | 9     | 3     | 2     | 4     | 33%         |
| 2015-2016             | RFC Tournai           | Promotion B (D4)      | 28          | 6           | 6           | 16          | -                     | -                     | -                     | -                     | 28    | 6     | 6     | 16    | 21%         |
| Sous-total            | Sous-total            | Sous-total            | 28          | 6           | 6           | 16          | -                     | -                     | -                     | -                     | 28    | 6     | 6     | 16    | 21%         |
| 2016-2017             | RFC Luingne           | Séries provinciales   | 21          | 5           | 4           | 12          | -                     | -                     | -                     | -                     | 21    | 5     | 4     | 12    | 24%         |
| 2017-2018             | RFC Luingne           | Séries provinciales   | 20          | 6           | 4           | 10          | -                     | -                     | -                     | -                     | 20    | 6     | 4     | 10    | 30%         |
| Sous-total            | Sous-total            | Sous-total            | 41          | 11          | 8           | 22          | -                     | -                     | -                     | -                     | 41    | 11    | 8     | 22    | 27%         |
| 2018-2019             | Dottignies Sport      | Séries provinciales   | 30          | 12          | 14          | 4           | -                     | -                     | -                     | -                     | 30    | 12    | 14    | 4     | 40%         |
| 2019-2020             | Dottignies Sport      | Séries provinciales   | 25          | 13          | 5           | 7           | -                     | -                     | -                     | -                     | 25    | 13    | 5     | 7     | 52%         |
| Sous-total            | Sous-total            | Sous-total            | 55          | 25          | 19          | 11          | -                     | -                     | -                     | -                     | 55    | 25    | 19    | 11    | 45%         |
| Total sur la carrière | Total sur la carrière | Total sur la carrière | 133         | 45          | 35          | 53          | -                     | -                     | -                     | -                     | 133   | 45    | 35    | 53    | 34%         |

## Palmarès

### Palmarès de joueur
|  |  | RE Mouscron - Coupe de Belgique : - Finaliste : 2002 et 2006 - Coupe de la Ligue : - Finaliste : 2000 |  | SM Caen - Coupe de la Ligue : - Finaliste : 2005 |